# Roman Mählich
Roman Mählich (ur. 17 września 1971 w Wiedniu) – austriacki piłkarz grający na pozycji defensywnego pomocnika.

## Kariera klubowa
Piłkarską karierę Mählich rozpoczął w amatorskim klubie SV Kagran. Następnie w 1989 roku podjął treningi w Wiener Sport Club. W sezonie 1989/1990 zadebiutował w jego barwach w Bundeslidze, a w 1991 roku spadł z nim do drugiej ligi. Po roku wrócił do pierwszej ligi i w barwach WSC grał tam do 1994 roku, kiedy przeżył swoją drugą degradację w karierze. Latem na rok trafił do Tirolu Innsbruck.
W 1995 roku Roman podpisał kontrakt ze Sturmem Graz. W 1996 roku zdobył zarówno Puchar Austrii, jak i Superpuchar Austrii, a rok później powtórzył to pierwsze osiągnięcie. W sezonie 1997/1998 Sturm z Mählichem w składzie po raz pierwszy w historii wywalczył tytuł mistrza Austrii. W sezonie 1998/1999 natomiast po raz pierwszy wystąpił w fazie grupowej Ligi Mistrzów. Wtedy też Roman znów został mistrzem Austrii i a trzeci raz zdobył krajowy puchar. W kolejnych sezonach nadal był podstawowym zawodnikiem zespołu, ale nie osiągnął większych sukcesów.
W 2003 roku Mählich przeszedł do drugoligowego SC Untersiebenbrunn i spędził tam półtora roku. Na początku 2005 roku trafił do Austrii Wiedeń, ale rozegrał tam tylko jedno spotkanie w lidze i latem został przesunięty do amatorskich rezerw tego klubu. W 2007 roku opuścił Austrię i został piłkarzem ASK Schwadorf, z którym awansował z trzeciej ligi do drugiej. Z kolei w 2008 roku przeszedł do trzecioligowca, SV Wienerberg.

## Kariera reprezentacyjna
W reprezentacji Austrii Mählich zadebiutował 2 września 1992 roku w zremisowanym 1:1 towarzyskim spotkaniu z Portugalią. W 1998 roku został powołany przez Herberta Prohaskę do kadry na Mistrzostwa Świata we Francji. Był tam podstawowym zawodnikiem Austrii i zagrał we wszystkich trzech spotkaniach grupowych: z Kamerunem (1:1), z Chile (1:1) oraz z Włochami (1:2). Ostatni mecz w kadrze narodowej rozegrał w 2002 roku. W reprezentacji Austrii wystąpił 20 razy.